# Верхняя Лукина Гора
Верхняя Лукина Гора — деревня в Кичменгско-Городецком районе Вологодской области.
Входит в состав Городецкого сельского поселения (с 1 января 2006 года по 1 апреля 2013 года входила в Захаровское сельское поселение), с точки зрения административно-территориального деления — в Захаровский сельсовет.
Расстояние до районного центра Кичменгского Городка по автодороге составляет 22 км. Ближайшие населённые пункты — Кичменьга, Нижняя Лукина Гора, Некипелово.
Население по данным переписи 2002 года — 17 человек.